# Guibemantis bicalcaratus
Guibemantis bicalcaratus är en groddjursart som först beskrevs av Oskar Boettger 1913.  Guibemantis bicalcaratus ingår i släktet Guibemantis och familjen Mantellidae. IUCN kategoriserar arten globalt som livskraftig. Inga underarter finns listade i Catalogue of Life.